# Under 23 Gulf Cup of Nations 2008
Under 23 Gulf Cup of Nations blev spillet for første gang 2008.
Mesterskabet blev afholdt i Saudi-Arabien. Kun fem lande deltog, værten Saudi-Arabien og landene Qatar, Oman, Bahrain and Kuwait. 
Saudi-Arabien blev det første mestre i turneringen.

## Deltagende lande
- Bahrain
- Kuwait
- Oman
- Qatar
- Saudi-Arabien

## Spillesteder
| By   | Arena                            | Kapacitet |
| ---- | -------------------------------- | --------- |
| Riad | Estádio Príncipe Faisal bin Fahd | 24.000    |

## Kampe & Resultater

### Finalegruppe
| Team          | Pts | Pld | W | D | L | GF | GA | GD |
| ------------- | --- | --- | - | - | - | -- | -- | -- |
| Saudi-Arabien | 10  | 4   | 3 | 1 | 0 | 7  | 2  | +5 |
| Bahrain       | 7   | 4   | 2 | 1 | 1 | 6  | 4  | +2 |
| Qatar         | 5   | 4   | 1 | 2 | 1 | 8  | 5  | +3 |
| Oman          | 3   | 4   | 1 | 0 | 3 | 4  | 7  | −3 |
| Kuwait        | 3   | 4   | 1 | 0 | 3 | 3  | 10 | −7 |